# Червоный Ток
Червоный Ток (укр. Червоний Тік) — село,
Токовский сельский совет,
Апостоловский район,
Днепропетровская область,
Украина.
Код КОАТУУ — 1220389307. Население по переписи 2001 года составляло 892 человека.

## Географическое положение
Село Червоный Ток находится в 2,5 км от правого берега реки Каменка,
на расстоянии в 2 км от посёлка Токовское.
По селу протекает пересыхающий ручей с запрудами.

## Экономика
- КСП «Токовское».

## Объекты социальной сферы
- Школа.